# جوزيف جيرار
جوزيف جيرار (بالفرنسية: Joseph Gérard)‏ هو مبشر فرنسي، ولد في 12 مارس 1831 في Bouxières-aux-Chênes ‏ في فرنسا، وتوفي في 29 مايو 1914 في Roma, Lesotho ‏ في ليسوتو.